# Salmenbräu
Salmenbräu war eine Brauerei in Rheinfelden in der Schweiz. Sie wurde 1799 gegründet und war fast zwei Jahrhunderte lang eigenständig, bis sie 1971 in der Sibra-Holding (später Cardinal) aufging. Die Produktionsanlagen blieben bis 2002 in Betrieb, ab 1991 zuletzt unter dem Dach der ebenfalls aus Rheinfelden stammenden Feldschlösschen-Gruppe.

## Geschichte
Der Schweinehändler Franz Joseph Dietschy (1770–1842) übernahm 1799 in Rheinfelden die Gastwirtschaft «zum Salmen» mitsamt dazugehörendem Braurecht. Er braute nicht nur für den Eigenbedarf der angeschlossenen Gastwirtschaft, sondern bald auch für andere Wirte in der Umgebung. Mit der Zeit reichte das Absatzgebiet bis nach Aarau, Basel, Liestal und Schopfheim. Sein Sohn Alois Dietschy erwarb 1854 als einer der ersten Brauer in der Schweiz eine Dampfmaschine und vollzog damit den Wechsel von der handwerklichen zur industriellen Herstellung. Nachdem Alois’ Witwe Catharina elf Jahre lang den Betrieb geführt hatte, ging die Brauerei 1869 in den Besitz ihres Schwiegersohns Carl Habich über. Unter Mitwirkung des Münchner Bierpioniers Gabriel Sedlmayr liess er ausgedehnte Felsenkeller zur Lagerung des Biers errichten.

Luftansicht der Brauerei (1954)

1884 verlegte die Brauerei zum Salmen ihre Produktion an den definitiven Standort am Rheinufer westlich der Altstadt. Der Jahresausstoss betrug damals 30'000 Hektoliter. Ebenfalls in Rheinfelden, etwa einen halben Kilometer südlich, war acht Jahre zuvor die Brauerei Feldschlösschen gegründet worden, die fast ein Jahrhundert lang zu den grössten Konkurrenten zählte. 1895 erhielt die Brauerei zum Salmen einen Gleisanschluss an die Bözbergbahn, 1900 erfolgten die Umwandlung in eine Aktiengesellschaft und die Umbenennung in Salmenbräu. Die Familie Habich hielt weiterhin die Aktienmehrheit und stellte auch den Direktor.
Der Erste Weltkrieg hatte einen drastischen Absatzrückgang auf einen Drittel zur Folge. Das Unternehmen überstand die Krise und nutzte den Kohlenmangel des Krieges dazu, den Betrieb 1919 komplett auf Elektromotoren umzustellen. In den 1920er Jahren wurden moderne Produktionsmethoden wie Flaschenabfüllung, Malzsiloturm, Kühlhaus und Kältemaschine eingeführt. Der Zweite Weltkrieg führte ebenfalls zu einem deutlichen Umsatzrückgang, der chronische Personalmangel erzwang ausserdem weitere Rationalisierungen. In den 1950er Jahren setzte dank dem Bierkartell wieder ein spürbares Wachstum ein. 1971 trat Salmenbräu der Sibra-Holding bei. Zwei Jahre später wurde ein Teil der Produktion des Cardinal-Biers von Fribourg hierher verlagert, 1978 verschwand die Marke Salmenbräu aus marktstrategischen Gründen ganz. Die Brauerei Salmen trug nun die Bezeichnung Cardinal Brauerei Rheinfelden AG.
1986 wurde die Cardinal-Produktion zurück nach Fribourg verlagert, während das Werk in Rheinfelden sich auf die Produktion von alkoholfreiem Bier spezialisierte – insbesondere auf die nur für den Export bestimmte Marke Moussy. 1991 ging die Sibra-Holding, zu der Salmenbräu gehörte, in der Feldschlösschen-Gruppe auf. In der nun als «Betrieb Nord» (in Abgrenzung zur eigentlichen Feldschlösschen-Brauerei) bezeichneten Produktionsstätte wurden in Lizenz auch alkoholfreie Biere von Carlsberg, Tuborg und Hürlimann gebraut. 2001 betrug die abgefüllte Menge 397'000 Hektoliter, was etwa einem Zehntel der gesamten Schweizer Bierproduktion entsprach. Am 6. September 2002 war der letzte Produktionstag. Das Areal blieb danach über ein Jahrzehnt ungenutzt. Im August 2013 erfolgte der Spatenstich für eine Wohnsiedlung mit 150 Wohnungen, Altersheim und Einkaufszentrum. Ein grosser Teil der Fabrikanlage blieb erhalten und wurde neuen Nutzungen zugeführt.